# فنجانکی نوک‌تیز
فنجانکی نوک‌تیز (نام علمی: Cyathea acuminata) نام یک گونه از سرده فنجانکی‌ها است.